# 阿克莱特 (纽约州)
阿克莱特（英語：Arkwright）是位于美国纽约州肖托夸县的一个镇，地处肖托夸县东北部、敦刻尔克东南，建于1829年。2010年美国人口普查时，该镇有1061人。其名称来源于水力纺纱机的发明者理查·阿克莱特。